# Нада Пурић
Надежда Нада Пурић (Ваљево, 9. март 1903 — Београд, 27. новембар 1941) била је учесница Народноослободилачке борбе и народни херој Југославије.

## Биографија
Рођена је 9. марта 1903. године у Ваљеву. Основну школу и гимназију завршила је у родном граду, а Трговачку академију у Београду. Извесно време је радила у Државном монополу, а потом у Министарству финансија Краљевине Југославије.
Још као ученица Трговачке академије учествовала је у раду задруге „Младе девојке“, а касније у окупљању револуционарне омладине око „женског покрета“, који је тада био под јаким утицајем илегалне Комунистичке партије Југославије (КПЈ). Учествовала је у радничким и студентским демонстрацијама, а 1934. је примљена у чланство КП Југославије.
Учествовала је у раду Акционог одбора државних и самоуправних службеника, који је био основан почетком 1939. године. Сарађивала је у листу „Реч истине“, где је писала о положају жена-службеница залажући се за већа права жена у друштву. У овом листу сарађивала је све до 1940. године, када су овај лист забраниле власти Краљевине Југославије. Руководила је радом партијском ћелијом која је била сачињена од службеника Главне контроле Министарства финансија Краљевине Југославије.
Свој стан у Београду, који се налазио у Његошевој улици бр 73, у непосредној близини Министарства финансија, уступила је на коришћење Комунистичкој партији, па је он служио као складиште и експедиција за растурање илегалног партијског материјала, који је пристизао из илегалне штампарије Месног комитета КПЈ за Београд.
После окупације Југославије, априла 1941. године, Наду је као једну од проверенијих чланова партије, Светозар Вукмановић Темпо укључио у рад технике Централног комитета КПЈ. Пошто је рад у илегалним штампаријама, захтевао посебне услове живота и активности, Нада је и даље наставила да ради у Министарству финансија, али је све мање морала да се састаје са осталим члановима Партије, који нису били укључени у рад илегалних штампарија. Пошто је њен стан представљао важан пункт за даље растурање илегалног партијског материјала. Нада је морала водити, наизглед миран живот скромне и повучене службенице, коју ништа посебно није интересовало. Овакав Надин „равнодушан“ став према окупацији изненадио је и многе њене партијске другове, који нису знали да је она укључена у рад илегалних штампарија у окупираном Београду.
Почетком новембра 1941. године, Специјална полиција је успела да ухапси једног растурача летака. Пошто се људи који су радили у илегалним штампаријама нису међусобно познавали (а и ако јесу, било им је забрањено да о томе причају међусобно), већ је свако знао само своју везу од које је преузимао материјал. Ухапшени растурач летака, је услед полицијске тортуре на испитивању одао Наду, јер је из њеног стана преузимао материјал. Истог дана, 18. новембра 1941. године агенти Специјалне полиције су отишли до Министарства финансија, где су на радном месту ухапсили Наду и одвели је кући.
Приликом претреса њеног стана, којем је и сама присуствовала, агенти су поред осталог пронашли око 3.200 бројева Билтена Главног штаба НОПО Југославије и 1.380 прогласа Покрајинског комитета КПЈ за Србију, припремљеног за растурање уочи годишњице Октобарске револуције. Одмах потом одведена је у затвор Специјалне полиције, злогласну „Главњачу“, у којој је десетак дана мучена. Иследници су на разне начине покушавали да од ње сазнају више и ниже везе, као и средиште и остала складишта илегалних штампарија. Пошто је Нада упорно ћутала, иследници су над њом почели да примењују разне облике тортуре - гвозденим обручем су јој стезали чело; шибали је мокрим гуменим жилама по грудима, лицу, леђима, стомаку. Неколико пута су је поливали хладном водом да би јој повратили свест. Упркос свим мучењима Нада ништа није одала и тиме је прекинула полицијску акцију хапшења, чиме је илегална партијска штампарија била спашена и неометано је наставила да ради, до самог краја рата.
Нада Пурић је од последица мучења у полицији преминула 27. новембра 1941. године, под ногама Живадина Милорадовића, агента Специјалне полиције, који је водио њен иследнички досије. Њен досије остао је непотписан, са следећом белешком Специјалне полиције — Истрагом није могла бити расветљена улога ухапшене Наде Пурић у илегалном комунистичком покрету, али је, без сумње, она имала једну од важнијих улога. После ослобођења, њени посмртни остаци сахрањени су у Алеју стрељаних родољуба на Новом гробљу у Београду.
На згради у Његошевој улици бр 73 у Београду, где је становала постављена је спомен-плоча с натписом — У овој кући живела је до новембра 1941. године, када је зверски убијена од Гестапо народни херој Надежда-Нада Пурић, члан КПЈ. Својим радом, родољубљем и оданошћу Партији и радничкој класи дала је светао пример како се бори и умире за отаџбину. Неколико десетина метара даље, у малом парку, на ћошку улица Књегиње Зорке и Макензијеве, налази се спомен-биста Нади Пурић, на којој се налази посвета песникиње Десанке Максимовић — Твој гроб не знамо где је и зато нам се чини свуда, свуда на земљи овој. Под сводом модрим и лаким твој гроб не знамо где је и зато ступамо земљом као да је твоја хумка бусен и камен сваки….
Основна школа и дечји вртић, у њеном родном граду Ваљеву, носе њено име.
Указом председника ФНР Југославије Јосипа Броза Тита 27. јула 1953. проглашена је за народног хероја.

## Галерија
- Спомен-плоча на згради у Његошевој улици број 73.
- Спомен-биста у парку на Врачару
- Посвета Десанке Максимовић на споменику
- Гроб Наде Пурић у Алеји бораца НОР на Новом гробљу у Београду
- Орден народног хероја